# Valdemoro
Valdemoro és un municipi de la Comunitat Autònoma de Madrid. Forma part de la Comarca Sur de Madrid, tot i que també se sol incloure-la en la comarca toledana de La Sagra i a l'Àrea Metropolitana de Madrid. Limita al nord amb Pinto, al sud amb Ciempozuelos, Seseña i Esquivias, a l'est amb San Martín de la Vega i Ciempozuelos, i a l'oest amb Torrejón de Velasco. La història recent del municipi es troba lligada a la Guàrdia Civil, ja que a Valdemoro hi ha el Col·legi de Guàrdies Joves "Duque de Ahumada", centre de formació dels futurs membres del cos.

## Demografia
| 1530  | 1589  | 1646  | 1671  | 1712  | 1736  | 1753  | 1786  | 1828  | 1845  | 1857  | 1861  | 1889  | 1892  |
| ----- | ----- | ----- | ----- | ----- | ----- | ----- | ----- | ----- | ----- | ----- | ----- | ----- | ----- |
| 2.216 | 3.744 | 4.239 | 4.000 | 1.232 | 2.680 | 2.210 | 1.984 | 1.826 | 2.552 | 1.960 | 2.310 | 2.775 | 3.666 |

| 1900  | 1910  | 1920  | 1930  | 1950  | 1960  | 1970  | 1980   | 1990   | 1995   | 2000   | 2005   | 2007   |
| ----- | ----- | ----- | ----- | ----- | ----- | ----- | ------ | ------ | ------ | ------ | ------ | ------ |
| 2.833 | 3.290 | 3.122 | 3.517 | 3.115 | 4.411 | 6.263 | 13.184 | 17.806 | 21.023 | 28.243 | 44.136 | 53.188 |

## Personatges il·lustres
- Diego de Pantoja (1571-1618) jesuïta, missioner a la Xina.

## Política
| Legislaturas | Nom                               |
| ------------ | --------------------------------- |
| 1979-1983    | Antonio Pariente Cuesta (UCD)     |
| 1983-1999    | José Huete López (PSOE)           |
| 1999-2003    | Francisco J. Granados Lerena (PP) |
| 2003-2011    | José Miguel Moreno Torres (PP)    |